# Старий Шуструй
Старий Шустру́й (рос. Старый Шуструй) — село у складі Нижньоломовського району Пензенської області, Росія.
Населення — 3 особи (2010; 19 у 2002).
Національний склад станом на 2002 рік:
- росіяни — 100 %